# Gino Pizzati
Gino Pizzati (Mira, 20 dicembre 1919 – Mira, 28 giugno 2019) è stato un aviatore e militare italiano.
Sottufficiale pilota della Regia Aeronautica assegnato alla specialità Caccia, partecipò alla seconda guerra mondiale dove divenne un asso dell'aviazione con 5 vittorie riconosciute, due conseguite con la Regia Aeronautica e tre con l'Aeronautica Nazionale Repubblicana oltre a quattro probabili. Decorato con una Medaglia d'argento al valor militare.

## Biografia
Nato il 20 dicembre 1919, dopo aver conseguito il brevetto C di volo a vela nei campi estivi della Gioventù italiana del littorio si arruolò nella Regia Aeronautica. Effettuato il corso per divenire pilota militare, nel gennaio 1942 fu assegnato al 2º Gruppo del 6º Stormo Caccia Terrestre, equipaggiato con i caccia Reggiane Re.2001 Falco II. 
Durante il corso della seconda guerra mondiale debuttò in combattimento sui cieli di Malta il 2 giugno 1942, in seno alla 150ª Squadriglia del 2º Gruppo Autonomo Caccia Terrestre, dotata dei velivoli Re.2001 Falco II. Prese parte alla Battaglia di mezzo agosto come gregario del comandante del gruppo, maggiore Pier Luigi Scarpetta. All'inizio del 1943 eseguì l'addestramento alla caccia notturna, e nel mese di luglio il suo Gruppo fu assegnato alla difesa notturna della città di Napoli, schierato sull'aeroporto di Capua. Il 17 luglio 1943 abbatte un bombardiere quadrimotore Consolidated B-24D Liberator su Sant'Angelo dei Lombardi, e il 4 agosto un bombardiere Boeing B-17 a sud di Ischia.
Dopo la firma. dell'armistizio dell'8 settembre 1943, rimasto senza ordini decise di tornare nel nord Italia, verso casa.  Ritrovato il capitano Giovanni Bonet aderì alla Repubblica Sociale Italiana, entrando nella neocostituita Aeronautica Nazionale Repubblicana. Assegnato dapprima alla Squadriglia complementare d'allarme "Montefusco-Bonet", equipaggiata con i caccia Fiat G.55 Centauro passò poi i forza alla 3ª Squadriglia del 1º Gruppo caccia "Asso di bastoni" al comando del maggiore Adriano Visconti. Tale unità, oltre ai G.55, era equipaggiata anche con gli Macchi C.205 Veltro. Fu testimone oculare dello scontro tra Visconti e il comando italiano diretto dal tenente colonnello Giuseppe Baylon in seguito alla decisione di annettere l'A.N.R. alla Luftwaffe presa dal generale tedesco Wolfram von Richthofen. Dopo alcuni giorni concitati, e in seguito al diretto intervento di Mussolini, l'A.N.R. rimase indipendente, e fu riequipaggiata con velivoli tedeschi. Qualche tempo dopo partì con altri piloti per la Germania per conseguire l'abilitazione al pilotaggio dei caccia Messerschmitt Bf 109G-10/G-14/K. Una volta arrivato, insieme ad altri 16 piloti venne invitato a seguire il corso di pilotaggio per i caccia, dotati di motore a razzo, Messerschmitt Me.163 Komet che si teneva a Rangsdorf, vicino a Berlino, in vista della costituzione in seno all'A.N.R. del Nucleo "Comete". Insieme agli altri piloti seguì il corso di abilitazione, volando a bordo di alianti biposto Kranich, e monoposto Grunau e Habich, ma arrivato sul campo d'aviazione di Sprottau per iniziare l'addestramento operativo non volò mai a bordo dei Me.163 Komet a causa del maltempo e del precipitare della situazione bellica in quel settore. Rientrato in Italia rimase in servizio nel 1º Gruppo caccia "Asso di bastoni" fino al termine delle ostilità, accreditato a quella data di tre vittorie certe e quattro probabili ottenute in 30 missioni belliche mentre prestava servizio nell'ANR. Nel dopoguerra lasciò definitivamente il mondo dell'aviazione e divenne, insieme alla moglie Leda Marchiori, proprietario dell'industria tessile Daina sita a Mira.

### Annotazioni
1. ↑  La proposta di concessione di una seconda Medaglia d'argento, avanzata al Governo della Repubblica Sociale Italiana, non ebbe seguito per la caduta di quest'ultimo.
2. ↑  Aveva al suo attivo solo 140 ore di volo.
3. ↑  Durante il servizio con la Regia Aeronautica fu decorato con Medaglia d'argento al valor militare sul campo, e risultava aver partecipato a 13 combattimenti abbattendo due aerei nemici. Secondo alcuni autori gli abbattimenti furono ottenuti in collaborazione con il capitano Giovanni Bonet e con il capitano Guido Bartolozzi.
4. ↑  Si trattava di diciassette piloti, selezionati come i migliori: capitano Giuseppe Robetto, tenente Gian Mario Zuccarini, tenente Lucio Stramese, tenente Giuseppe Biron, sottotenente Aurelio Morandi, sottotenente Raffaele Marzocca, sottotenente Franco Storchi, sottotenente Roberto Di Lollo, maresciallo Luigi Jellici, maresciallo Silvio Girolami, maresciallo Danilo Billi, maresciallo Romano Spazzoli, sergente maggiore Gino Pizzati, sergente maggiore Mario Veronesi, sergente maggiore Giampiero Svanini, sergente maggiore Isonzo Baccarini, sergente Dante Toselli.
5. ↑  Tale campo d'aviazione si trovava vicino a Breslavia, nella Slesia Centrale.

### Fonti
1. 1 2 3 4  Giancarlo Garello, Lady Finfinilla” e “Little Tammie”: due vittorie aeree del sergente Gino Pizzati, Ali Antiche n.104, GAVS, Torino, 2013, ISSN 0394-6185.
2. ↑  Garello 2015, p. 41.
3. ↑  Garello 2015, p. 61.
4. 1 2  Garello 2015, p. 65.
5. ↑  Garello 2015, p. 68.
6. ↑  Garello 2015, p. 69.
7. ↑  Garello 2015, p. 71.
8. ↑  Garello 2015, p. 75.
9. ↑  Garello 2015, p. 78, designata ufficiosamente 7ª Squadriglia "Speciale" l'unità avrebbe dovuto essere comandata dal tenente Giuseppe Robetto.
10. ↑  Garello 2015, p. 79.
11. ↑  Garello 2015, p. 83.
12. ↑  Garello 2015, p. 120.
13. ↑  Bollettino Ufficiale 1943, disp.6ª, pag.342, registrato alla Corte dei Conti addì 8 aprile 1943, registro n.19 Aeronautica, foglio n.176.